# Giovanni Battista Costanzi
Giovanni Battista Costanzi (* 3. September 1704 in Rom; † 5. März 1778 ebenda) war ein italienischer Komponist und Cellist der Vorklassik. Man nannte ihn gelegentlich „Giovannino del Violoncello“ oder „Giovannino da Roma“.

## Leben
Giovanni Battista Costanzi war möglicherweise Schüler von Giovanni Antonio Haym (1660–1729). Eine häufig angegebene Lehre bei Giovanni Lorenzo Lulier ist unwahrscheinlich, da dieser bereits im März 1700 verstarb. 1721 trat Costanzi in die Dienste des Kardinals Pietro Ottoboni: zunächst als „aiuto da camera“ (Kammerdiener), danach ab 1737 in der Nachfolge Arcangelo Corellis als „capo d’istrumenti“. 1722 trat er erstmals in der Kirche San Luigi dei Francesi auf. Costanzi, den André Grétry als einen der beliebtesten Komponisten von Kirchenmusik in Rom einschätzte, wirkte auch an weiteren Kirchen seiner Heimatstadt als maestro di cappella. Obwohl er zu den fruchtbaren Komponisten des 18. Jahrhunderts zählte, hat sich nur ein geringer Teil seines Œuvres, darunter eine Oper erhalten.

## Werke (Auswahl)
- Rom giuliva (Libretto: Gaetano Lemer, 1721, Rom)
- La Fenice (cantata per 3 voci, Libretto: Domenico Lalli, 1726, Venedig)
- L’amor generoso (dramma per musica, Libretto: Apostolo Zeno/Giuseppe Polvini, 1727, Rom)
- Per la festività del Santo Natale (sacro componimento drammatico, Libretto: Pietro Metastasio, 1727, Palazzo della Cancelleria in Rom)
- Carlo Magno (festa teatrale, Libretto: Pietro Ottoboni, 1728, Rom)
- Componimento da cantarsi nel giorno onomastico della imperatrice Elisabetta Cristina (1729, Rom)
- Rasmene (favola drammatica, Libretto: Giuseppe Polivni, 1729, Rom)
- L’Eupatra (dramma per musica, Libretto: Giovanni Faustini, 1730, Rom)
- La Pertenope (dramma per musica, Libretto: Silvio Stampiglia, 1734, Rom)
- La Flora (dramma pastorale, 1734, Rom)
- Componimento drammatica per comandamento di S. E. il Duca di Saint’Aignon (Libretto: Niccola Coluzzi, 1737, Rom)
- Il tionfo della pace (componimento drammatico, Libretto: Girolamo Melano, 1739, Rom)
- Il Telemaco (1741, Rom)
- Il Vesuvio (Libretto: Antonio Passeri, 1741, Rom)
- Componimento del giorno natalizio di Don Carlo di Borbone (Libretto: Gioacchino Pizzi, 1742, Rom)
- La Nisa (componimento drammatico, Libretto: Antonio Passeri, 1742, Rom)
- Cantata a 3 voci con violini, trombe, oboe e corni da caccia (Libretto: Pietro Metastasio, 1743, Rom)
- Componimento per musica da cantarsi nel giorno natalizio di Maria Amalia Walburga (1743, Rom)
- L’asilo delle virtù (componimento per musica, 1744, Rom)
- La speranza della terra (1744, Rom)
- L’Iride (cantata, 1745, Rom)
- Enea in Cuma (cantata, 1746, Rom)
- Intermezzi in musica (Libretto: Giovanni Battista Palladio, 1746, Rom)
- Gioas re di Giuda (Oratorium, Libretto: Pietro Metastasio, 1748, Rom)
- Amor prigioniero (azione teatrale, Libretto: Gioacchino Pizzi, 1752, Rom)
- La morte d’Abel (Oratorium, Libretto: Pietro Metastasio, 1758, Rom)
- Sant’Elena al Calvario (Oratorium, Libretto: Pietro Metastasio, 1758, Macerata)
- Cantata a tre voci Elpino, Tirsi, e Angelo con stromenti per la notte di Santissimo Natale (aufgeführt am 24. Dezember 1723 im Palazzo Apostolico in Rom)

Im Dezember 2011 wurde seine Cantata a tre voci Elpino, Tirsi, e Angelo con stromenti per la notte di Santissimo Natale, 1723 für den Papst komponiert, in der Kartause Mauerbach nach rund 300 Jahren erstmals wieder aufgeführt.